# Рихлики (гміна)
Гміна Рихлики (пол. Gmina Rychliki) — сільська гміна у північній Польщі. Належить до Ельблонзького повіту Вармінсько-Мазурського воєводства.
Станом на 31 грудня 2011 у гміні проживало 4071 особа.

## Територія
Згідно з даними за 2007 рік площа гміни становила 131.66 км², у тому числі:
- орні землі: 74.00%
- ліси: 17.00%

Таким чином, площа гміни становить 9.20% площі повіту.

## Населення
Станом на 31 грудня 2011:
| Опис     | Загалом | Загалом | Чоловіки | Чоловіки | Жінки | Жінки |
| -------- | ------- | ------- | -------- | -------- | ----- | ----- |
| одиниця  | осіб    | %       | осіб     | %        | осіб  | %     |
| все      | 4071    | 100     | 2066     | 50.75    | 2005  | 49.25 |
| міське   | 0       | 100     | 0        |          | 0     |       |
| сільське | 4071    | 100     | 2066     | 50.75    | 2005  | 49.25 |

## Сусідні гміни Kiersyti
Гміна Рихлики межує з такими гмінами: Дзежґонь, Ельблонґ, Малдити, Маркуси, Пасленк, Старий Дзежґонь.